# Bernhard Wilhelm von Bothmer
Pour les articles homonymes, voir Bothmer.
Bernhard Wilhelm von Bothmer (né le 13 octobre 1912 à Berlin-Charlottenbourg, mort le 24 novembre 1993 à New York) est un égyptologue américain d'origine allemande.
Bothmer est le fils du colonel prussien Wilhelm von Bothmer (1869-1922) et de la baronne Marie von Egloffstein (de) (1887-1960).
Bothmer a étudié l'égyptologie à l'université de Berlin et de Bonn. Depuis 1932, il travaillait au Musée égyptien de Berlin. En 1938, il fuit le régime nazi vers les États-Unis.
Depuis 1956, il travaille au Brooklyn Museum puis depuis 1963 en tant que commissaire du ministère égyptien. Depuis 1960, il est professeur d'égyptologie à l'Institute of Fine Arts à New York.
Une grande partie de ses archives est conservée à l’Université de Milan.

## Publications
- Egyptian Sculpture of the Late Period: 700 B.C. to A.D. 100. Brooklyn, NY 1960.
- avec Jean L. Keith : Brief Guide to the Department of Ancient Art. Brooklyn, NY 1970
- Egyptian Art. Selected Writings of Bernard V. Bothmer. Oxford 2003
- Egypt 1950 - my first visit. Ed. by Emma Swan Hall. Oxford 2004